# Гороховка (Башкортостан)
Горо́ховка (баш. Гороховка) — деревня в Фёдоровском районе Республики Башкортостан Российской Федерации. Входит в состав Покровского сельсовета. 

## География

### Географическое положение
Расстояние до:
- районного центра (Фёдоровка): 22 км,
- центра сельсовета (Покровка): 2 км,
- ближайшей ж/д станции (Мелеуз): 83 км.

## Население
| 2002 | 2009 | 2010 |
| ---- | ---- | ---- |
| 94   | →94  | ↘81  |

### Национальный состав
Согласно переписи 2002 года, преобладающая национальность — русские (99 %).